# Mathematikstudium

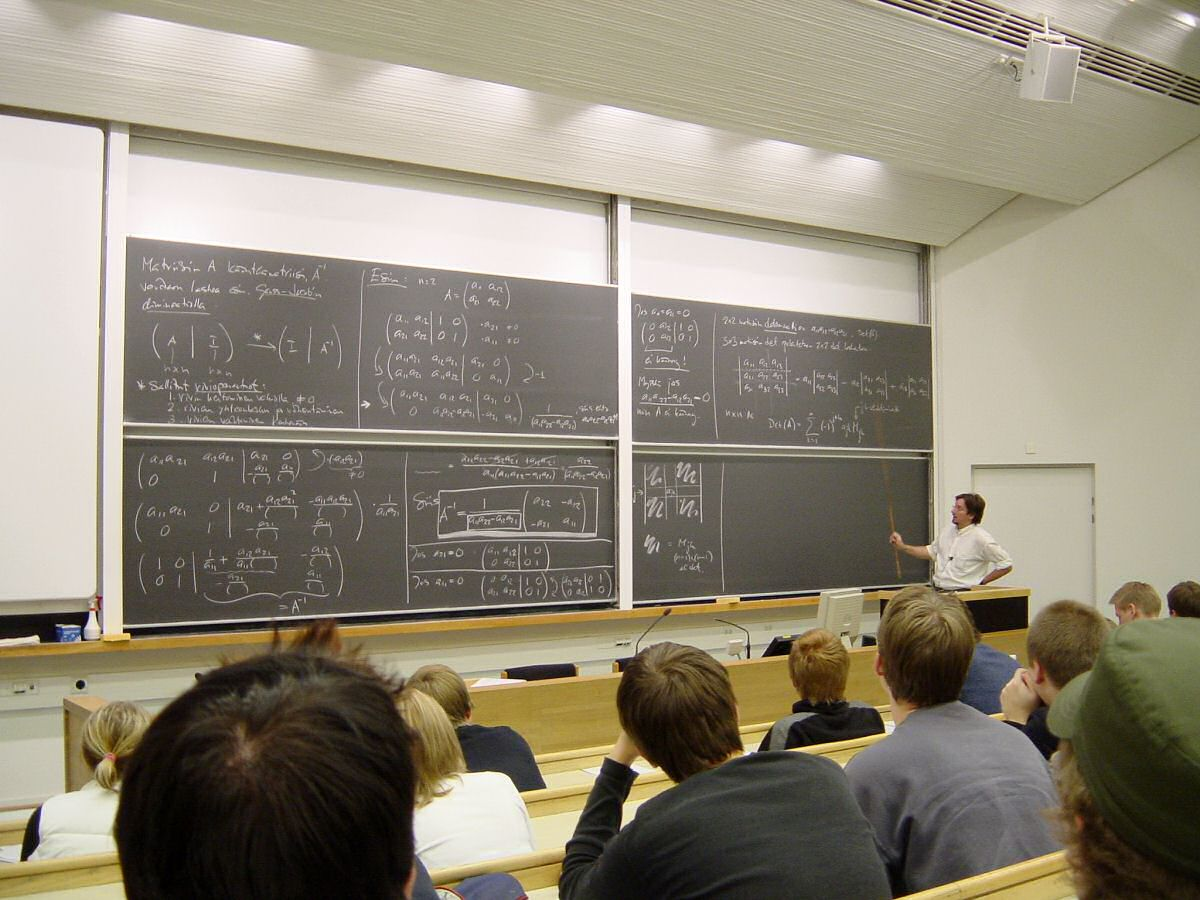
Mathematik-Vorlesung

In Mathematik gibt es im deutschsprachigen Raum drei Arten von Studiengängen: Den Diplomabschluss (bis 2010), das Lehramtsstudium und die Bachelor- und Masterstudiengänge.
Daneben kann Mathematik mitunter als Magisternebenfach belegt werden. Zudem gibt es zahlreiche spezialisierte Mathematikstudiengänge wie Technomathematik, Wirtschaftsmathematik, Finanzmathematik, Biomathematik und Statistik. Das Fach wird sowohl von Universitäten und Technischen Hochschulen als auch von Fachhochschulen angeboten.
Zulassungsbeschränkungen gab es im laufenden Jahrzehnt für Mathematikstudiengänge an den meisten Universitäten nicht. Generelle Hürden von Hochschulen für die Zulassung zu weiterführenden Studiengängen und Qualifikationen (Master, Promotion) sind jedoch möglich.

## Diplomstudium
Der klassische Diplomstudiengang gliedert sich in ein viersemestriges Grund- und ein fünfsemestriges Hauptstudium. Die tatsächlichen Studienzeiten können erheblich von dieser Regelstudienzeit abweichen.

### Grundstudium
Das Grundstudium ist recht einheitlich. Es besteht in der Regel aus:
- Linearer Algebra und Analytischer Geometrie I und II, mitunter zusätzlich Einführung in die Algebra
- Analysis I bis III oder auch IV
- Angewandter Mathematik, zumeist Numerische Mathematik und einem Computerkurs, häufig auch Stochastik und lineare Optimierung.
- dem Nebenfach, zumeist wählbar aus Physik, Informatik, Chemie, Wirtschaftswissenschaften und Philosophie, je nach Hochschule auch Psychologie, Elektrotechnik oder anderen Fächern.
- einem oder zwei mathematischen Proseminar(en)

Inhalte der Linearen Algebra und Analytischen Geometrie sind dabei Algebraische Strukturen, Vektor- und Matrizenkalkül, insbesondere die Jordan'sche Normalform, Affine Räume und deren Geometrie, Projektive Geometrie, Symmetriegruppen, Isometrien in n-dimensionalen reellen und komplexen Räumen sowie Modultheorie. Der Schwerpunkt liegt dabei auf Beweistechniken und Konstruktionen.
Die Analysis I beschäftigt sich mit dem axiomatischen Aufbau der Differential- und Integralrechnung in reell und komplex eindimensionalen Räumen sowie den Grundlagen der Topologie.
Die Analysis II betrachtet das mehrdimensionale Differentialkalkül und Gewöhnliche Differentialgleichungen.
Im weiteren Verlauf des Analysiskurses werden mehrdimensionale Integration, Maß- und Integrationstheorie, Theorie der Mannigfaltigkeiten, Vektoranalysis, Fourier-Analysis, Einführungen in Differentialgeometrie, Funktionentheorie und Funktionalanalysis behandelt. Ausführlichkeit, Umfang und Schwerpunktsetzung sind sehr stark abhängig von der Hochschule und meist auch vom Dozenten.
Die angewandte Mathematik besteht aus ein bis zwei Vorlesungen zur Numerik, alternativ oder ergänzend einer Vorlesung zu Wahrscheinlichkeitstheorie und Statistik sowie teilweise einer Einführung in die Informatik.
Das Nebenfach hat zumeist einen etwas geringeren Umfang als das Grundstudium des entsprechenden Studienfaches im Lehramt für die Sekundarstufe II.

### Hauptstudium
Das Hauptstudium besteht formal stets aus den Gebieten Mathematik I, II und III sowie dem Nebenfach.
Die Ausgestaltung ist jedoch je nach Hochschule unterschiedlich.
Traditionell gibt es die Aufteilung
- Mathematik 1 Reine Mathematik
- Mathematik 2 Angewandte Mathematik
- Mathematik 3 Schwerpunktgebiet

und die Aufteilung
- Mathematik 1 Algebra, Zahlentheorie, Geometrie und Topologie
- Mathematik 2 Analysis, Wahrscheinlichkeitstheorie
- Mathematik 3 Angewandte Mathematik

In jedem der drei Gebiete müssen zwei bis drei aufeinander folgende Vorlesungen und zugehörige Seminare belegt werden. Oft bestehen jedoch bedingte Abhängigkeiten, die den tatsächlich nötigen Studienaufwand weit über die formalen Anforderungen der Studienordnung heben. So ist es in der Regel für das Verständnis höherer Differentialgeometrie notwendig, umfangreiche Kenntnisse in den Gebieten Topologie, Algebraische Topologie, Differentialtopologie, Differentialgleichungstheorie und Komplexe Analysis zu erwerben, wobei sich Differentialgleichungstheorie ohne tieferes Studium der Funktionalanalysis nicht verstehen lässt usw.

#### Reine Mathematik
In der Reinen Mathematik stehen alle Gebiete zur Auswahl, die sich unter die Oberbegriffe Algebra, Zahlentheorie, Topologie, Gruppentheorie, Logik, Algebraische Geometrie, Algebraische Topologie, Differentialgeometrie, Differentialtopologie, Differentialgleichungen, Partielle Differentialgleichungen, Lie-Gruppen, Funktionalanalysis, Maß- und Integrationstheorie, Darstellungstheorie, Komplexe Analysis, Kohomologiegruppen usw. zusammenfassen lassen.
Da es starke gegenseitige Abhängigkeiten dieser Gebiete untereinander gibt, muss die reine Mathematik sehr umfangreich studiert werden, was aus formalen Gründen (Regelstudienzeiten etc.) in Studienordnungen nicht berücksichtigt wird.

#### Angewandte Mathematik
In der Angewandten Mathematik finden sich die Gebiete Wahrscheinlichkeitstheorie, Statistik, Stochastik sowie Numerische Mathematik, oft auch Mathematische Physik und Biomathematik.
Statistik greift dabei auf Wahrscheinlichkeitstheorie zu, diese ist häufig auch mit dieser in einer Kursfolge vereint. Für das Verständnis der Wahrscheinlichkeitstheorie wird die Maß- und Integrationstheorie benötigt.
Die numerische Mathematik greift häufig auf Grundkenntnisse der Funktionalanalysis zurück.

### Diplomarbeit
Diplomarbeiten in der Mathematik dauern offiziell sechs Monate, an Fachhochschulen mitunter weniger.
Die tatsächliche Dauer kann an manchen Fakultäten erheblich länger sein, so dass die offizielle Dauer lediglich die Zeit zum Zusammenstellen der Ergebnisse darstellt.

### Nebenfächer
Als Nebenfächer sind prinzipiell alle Fächer aus dem Angebot der entsprechenden Hochschule wählbar, die in einem sinnvollen Zusammenhang mit der Mathematik stehen. In manchen Studiengängen, z. B. Finanzmathematik, ist das Nebenfach bereits festgeschrieben.
Der Umfang des Nebenfaches entspricht im Grundstudium etwa dem Umfang des Faches als eines von 2 Fächern im Lehramtsstudium für Gymnasien oder liegt etwas darunter, im Hauptstudium entspricht es in etwa einem Magisternebenfach.
Typische Nebenfächer sind:
- Physik
- Informatik
- Wirtschaftswissenschaften
- Chemie, bzw. Physikalische Chemie
- Biologie bzw. Teildisziplinen wie Theoretische Biologie, Molekularbiologie, Biophysik oder Bioinformatik
- Philosophie

häufig aber auch:
- Theoretische Elektrotechnik
- Technische Mechanik
- Computerlinguistik
- Psychologie
- Wissenschaftsgeschichte

## Lehramtsstudium
Das Lehramtsstudium ist prinzipiell durch Landesrecht geregelt. Die Studiengänge unterscheiden sich mitunter erheblich voneinander. In Baden-Württemberg etwa werden angehende Lehrer, ausgenommen Gymnasiallehrer, an speziellen Pädagogischen Hochschulen ausgebildet.
Für das Gymnasiallehramt lassen sich jedoch bundesweit gemeinsame Strukturen ausmachen.

### Lehramt an Gymnasien

#### Grundstudium
Das Grundstudium des Lehramtes der Mathematik – ausgenommen das Lehramt der Primarstufe – entspricht in der Regel dem Grundstudium des Diplomstudienganges.
Daneben sind noch Leistungen im zweiten Unterrichtsfach und in Erziehungswissenschaften zu absolvieren. Die meisten Mathematikfakultäten nehmen darauf keinerlei Rücksicht, wenn auch mitunter die Scheinanforderungen etwas geringer als im Diplomstudium sind.
Häufig empfiehlt die Fachstudienberatung, zunächst nur Mathematik zu studieren und das zweite Fach und die Erziehungswissenschaften zu vernachlässigen. Dies kann jedoch bei BAföG-Empfängern oder Stipendiaten negative Konsequenzen auf die Förderung haben.

#### Hauptstudium
Das Hauptstudium des Gymnasial- oder Sekundarstufe-II-Lehramtes in der Mathematik unterscheidet sich nicht nur von Bundesland zu Bundesland, sondern auch von Hochschule zu Hochschule.
Als gemeinsamer Rahmen lässt sich ausmachen, dass es bestimmte Bereiche gibt, die – wenn auch in unterschiedlichen Ausprägungen – stets enthalten sind. Exemplarisch eine Aufteilung, wie sie etwa an nordrhein-westfälischen Hochschulen zu finden ist:
- Algebra und Zahlentheorie, Gruppentheorie (A)
- Geometrie und Topologie (B)
- Analysis, anwendungsorientierte Analysis (C)
- Statistik und Stochastik (D)
- Didaktik der Mathematik (E)

Algebraische Geometrie und Algebraische Topologie können dabei sowohl (A) als auch (B) zugerechnet werden, Differentialgeometrie und Differentialtopologie können (B) und (C) zugeordnet werden. Anwendungsorientierte Analysis meint hierbei beispielsweise Numerik.
Der Umfang und die Qualität der didaktischen Ausbildung ist sehr stark standortabhängig.

### Andere Lehrämter
Die übrigen Lehrämter sind sehr unterschiedlich geregelt, da jedes Bundesland einen anderen Aufbau der verschiedenen Lehrämter hat. Je nach Land existieren zwei bis fünf verschiedene Lehrämter. Eine gewisse Vergleichbarkeit gibt es noch im Bereich der Primarstufe / Grundschule. Aber auch dort lässt sich der Studiengang kaum schematisch darstellen, da die Unterschiede zwischen den Ländern zu groß sind.

#### Lehramt Primarstufe / Grundschule
Das Grundschullehramt unterscheidet sich von anderen Lehrämtern u. a. dadurch, dass es in vielen Bundesländern Anteile an Mathematik oder der Spracherziehung (Deutsch), obligatorisch enthält.
In Mathematik sind in manchen Bundesländern spezielle Vorlesungen zu Themen wie Arithmetik vorgesehen, in anderen Ländern ist das Grundschullehramt mit demjenigen der Sekundarstufe-1-Lehrämter gemeinsam geregelt. Mitunter kann jedoch auch innerhalb eines solchen gemeinsamen Lehramtes die Ausbildung recht unterschiedlich sein.
Informationen hierzu sind über Hochschulen und Bildungsministerien der Länder erhältlich.
Da selbst die Hochschulform (Universität, Pädagogische FH) unterschiedlich ist, ist vor Aufnahme eines solchen Studiums auch zu überlegen, dass die Lehrbefähigung nur für dieses spezielle Bundesland erworben wird, in dem sich die Hochschule befindet. Dies gilt allerdings a priori für alle Lehrämter.

#### Lehrämter für Sekundarstufe 1 / Haupt- und Realschulen / Mittelschulen / Regelschulen
Hier ist bereits die Vielfalt der Schulformen so groß und unterscheidet sich von Bundesland zu Bundesland derart, dass hier praktisch keine länderübergreifenden Aussagen mehr möglich sind.

## Bachelor- und Masterstudium
Das Bachelorstudium dauert sechs, das Masterstudium vier Semester. Die ersten drei bis vier Semester entsprechen zumeist dem bisherigen Grundstudium im Diplomstudiengang, danach gibt es unterschiedliche Modelle.
In Bielefeld und Bochum gibt es zudem Modelle, die die Lehramtsausbildung konsekutiv gestalten.

### Bachelorstudium
Das Bachelorstudium dauert sechs Semester. Seine Inhalte unterscheiden sich von Hochschule zu Hochschule deutlich. Allerdings gibt es eine Tendenz:
In den ersten beiden Semestern sind in der klassischen oder einer anderen Form enthalten
- Analysis I
- Analysis II
- Lineare Algebra I
- Lineare Algebra und Analytische Geometrie II
- teilweise auch Einführung in die Informatik / Programmierung

Darüber hinaus sind zumeist
- Analysis III oder Vektoranalysis
- Funktionentheorie I
- Numerik I und/oder Stochastik

vorgesehen. Es sind noch eine Reihe weiterer Veranstaltungen in der Regel im Curriculum enthalten, diese sind jedoch von Bachelor zu Bachelor völlig verschieden.
Bereits diese Aufzählung ist keineswegs verbindlich, sondern nur eine Aufzählung, die für die meisten Studiengänge dieser Art gelten.
Zumeist existiert noch ein Nebenfach, das demjenigen im Diplom ähnlich ist. Typische Nebenfächer sind wiederum Physik, Wirtschaftswissenschaften, Informatik, Elektrotechnik. An manchen Universitäten werden Nebenfächer mit eingeschränkterem Inhalt angeboten; zum Beispiel an der Ludwig-Maximilians-Universität München werden die Nebenfächer Informatik, Statistik, Experimentalphysik, Theoretische Physik, Geophysik, Volkswirtschaftslehre, Betriebswirtschaftslehre, Insurance and Risk Management und Philosophie angeboten.

#### Bachelor in der Gymnasiallehramtsausbildung
Für die konsekutive Lehramtsausbildung sind diese Inhalte, bis auf Funktionentheorie I (Grundzüge der Funktionentheorie sind allerdings im Curriculum der Analysis dann enthalten) und Numerik I (an Stelle dieser werden allerdings dann verwandte Leistungen einschließlich Einführung in die Programmierung verlangt) ebenfalls verbindlich, darüber hinaus eine einführende Veranstaltung aus den Bereichen Statistik, Stochastik und Wahrscheinlichkeitstheorie. Der weitere Studienumfang entspricht etwa dem klassischen Lehramtsstudium (allerdings mit abweichenden Bereichsvorgaben), wobei jedoch im Bachelor ausschließlich fachtheoretische Anteile vorgesehen sind, die Didaktik erst im Master vorkommt, Funktionentheorie und Numerik können hierbei selbstverständlich in die Bereiche eingebracht werden.
Die Anerkennung von Studienleistungen aus solchen Modellen ist nur im entsprechenden Bundesland und auch dort unter Vorbehalten, etwa Befristungen, geregelt.
Hierüber ist gründliche Information vor Aufnahme eines solchen Studiums dringend zu empfehlen.

### Masterstudium
Das wissenschafts- und wirtschaftsorientierte Masterstudium folgt keinen allgemeineren Regeln mehr.

## Zeitaufwand für das Studium
Formal beträgt der Zeitaufwand für die (meisten) Vorlesungen des Grundstudiums/Bachelors vier Stunden à 45 Minuten. Zu (fast) jeder Vorlesung gehört eine zweistündige Übung. Seminare sind zwei- bis dreistündig, Blockveranstaltungen entsprechend länger.
Im Hauptstudium/Master sind die Vorlesungen zwei- bis vierstündig (je nach Universität, Dozent und Tiefgang), wozu oftmals ebenfalls zweistündige Übungen angeboten werden.
Zusätzliche Zeit wird für das Lösen von Übungsaufgaben benötigt, abhängig zum einen von den eigenen Fähigkeiten, zum anderen vom Schwierigkeitsgrad. Der Dozent oder ein Mitarbeiter von ihm erstellt die Übung. Je nach Dozent kann der Zeitbedarf für das Lösen der Übungsaufgaben einer Vorlesung stark variieren. Der formal angegebenen Aufwand für eine Veranstaltung (etwa durch ECTS-Punkte) kann stark vom tatsächlichen Aufwand abweichen.

## Promotion
Eine Promotion kann an Universitäten und Technischen Hochschulen, die dieses Fach anbieten, abgelegt werden. Promotionen sind bisher sowohl als s.g. externe Promotion, d. h. ohne Einschreibung zum Promotionsstudium, als auch als Promotionsstudiengang möglich.
Einzelne Promotionsordnungen können hiervon abweichen. Im Zuge des Bologna-Prozesses könnte es hier zu Änderungen kommen.
Die Promotion schließt mit einem Doktorgrad ab, dieser kann sowohl der naturwissenschaftliche Doktorgrad Dr. rer. nat. als auch der philosophische Grad Dr. phil. sein, dies hängt von der jeweiligen Promotionsordnung ab. Im Zuge der Internationalisierung wird auch zunehmend der anglo-amerikanische Doctor of Philosophy (philosophiae doctor) Ph.D. verliehen.
Promotionsdauern in der Mathematik sind bislang höchst unterschiedlich. Sie beginnen bei einigen Monaten – dann handelt es sich zumeist um die Fortführung einer mehrjährigen Diplomarbeit – bis zu vielen Jahren (i. d. R. ist auf Grund der Befristung der Anstellungsmöglichkeit auf Qualifikationsstellen nach 6 Jahren mangels Finanzierung keine Fortsetzung mehr möglich.).

## Verwandte Studienrichtungen

### Technomathematik / Ingenieurmathematik
Das Studium der Techno- oder Ingenieurmathematik ähnelt dem klassischen Diplomstudiengang sehr. Es ist praktisch ein Diplomstudium der Mathematik mit naturwissenschaftlichen und ingenieurwissenschaftlichen Nebenfächern, wobei die Tiefe jedoch das übliche Nebenfachstudium übersteigt. Zudem sind weitere Vorlesungen und Übungen in Informatik vorgesehen.
Technomathematik wird von einigen Technischen Hochschulen und Universitäten angeboten. Erste Bachelorprogramme existieren bereits.
Auch Fachhochschulen unterhalten Studiengänge in Technischer Mathematik.

### Wirtschaftsmathematik / Finanzmathematik
Wirtschaftsmathematik, Finanzmathematik oder auch noch spezialisierter Versicherungsmathematik sind Studiengänge, die häufiger an Universitäten, vereinzelt aber auch an Fachhochschulen zu finden sind.
Es handelt sich dabei um einen Studiengang, der dem klassischen Mathematikstudium mit wirtschaftswissenschaftlichem Nebenfach ähnlich ist, jedoch verstärkte Anteile angewandter Mathematik und Informatik beinhaltet. Zudem werden spezifische Veranstaltungen zur Finanz- und Versicherungsmathematik (Spezialgebiet der Angewandten Mathematik) angeboten.

### Angewandte Mathematik
Unter dem allgemein gehaltenen Namen Angewandte Mathematik finden sich verschiedene Studiengänge, die
- gewöhnliche Mathematikstudiengänge (Diplom, Bachelor), die einen reduzierten Anteil Reiner Mathematik und einen erhöhten Anteil Angewandter Mathematik und Informatik
- dem Studiengang Wirtschaftsmathematik
- dem Studiengang Technomathematik

entsprechen.

### Statistik
Eigenständige Statistikstudiengänge existieren in Deutschland an zwei Universitäten: an der Technischen Universität Dortmund als Diplomstudiengang, seit Wintersemester 2007/08 nur noch als Bachelor-/Masterstudiengang, und an der Ludwig-Maximilians-Universität München. Ein weiterer Bachelor-Studiengang „Angewandte Statistik“ existiert in Magdeburg, der von der Otto-von-Guericke Universität Magdeburg und der Hochschule Magdeburg-Stendal getragen wird. Ein rein universitärer Master-Studiengang Statistik wird an der dortigen Universität angeboten. In der Schweiz bieten die ETH Zürich und die Universität Neuenburg Statistik Masterstudiengänge in Englischer Sprache an.
Das Statistikstudium ist in den ersten 2 Semestern dem Diplom- bzw. Bachelor-/Masterstudiengang Mathematik sehr ähnlich:
- Lineare Algebra I und II, allerdings mit anwendungsbezogenen Übungen in Hinblick auf Statistik
- Analysis I und II, ebenfalls mit Statistikbezügen in den Übungen

Darüber hinaus:
- Einführung in die Statistik
- Datenverarbeitung
- Veranstaltungen zur Statistischen Modellbildung

In den höheren Semestern spezialisiert sich der Studiengang immer mehr auf den statistischen Anwendungsbezug, wobei jedoch die sehr stark theoretische Ausrichtung, die für Universitätsstudiengänge üblich ist, gewahrt bleibt.
Näheres hierzu unter Statistik (Studienfach).